# 卡米洛·朱柯里
卡米洛·朱柯里（義大利語：Camillo Zuccoli，1957年7月16日—2019年2月3日），馬爾他騎士團駐保加利亞大使、義大利國會友台協會秘書長，1957年7月16日生于意大利布雷西亞省伊塞奥。
1979年，朱柯里参与筹办委员会，支持罗纳德·里根当选美国总统。1986年，任欧洲人民党副主席。
2019年2月3日，卡米洛·朱柯里在意大利罗马逝世，享壽61岁。